# Neolarra ute
Neolarra ute är en biart som beskrevs av Griswold och Parker 1999. Neolarra ute ingår i släktet Neolarra och familjen långtungebin. Inga underarter finns listade i Catalogue of Life.